# 1790년 자금 조달법
1790년 자금 조달법(Funding Act of 1790)은 정식 명칭이 미국 채무 지불을 위한 법안(An Act making provision for the [payment of the] Debt of the United States)으로, 1790년 8월 4일 미국 의회에서 1790년 타협의 일환으로 통과되었다. 이 법안은 13개 식민지 시절부터 반란 주, 독립 주, 연합규약 시절, 그리고 단일 연방의 구성원으로서 주정부가 부담한 국내 채무의 자금 조달(채무 상환, 변제 및 해소) 문제를 해결하기 위해 마련되었다. 이 법에 따라, 미국 헌법 하에 새로 출범한 연방 정부는 반란에 참여했던 각 식민지와 연합 주들의 채무 및 채권 채무를 인수하여 해소했는데, 이들 각 주는 사실상 독립국이었을 때 각자의 "완전한 신뢰와 신용"으로 개별적이고 독립적으로 이 채무를 발행했었다.
새로운 미국 재무부를 통해 미국 정부는 미국의 "완전한 신뢰와 신용"으로 뒷받침되는 미국 재무부 채권을 발행하여, 이전 주정부와 연합 정부의 채권 채무 보유자들에게 액면 금액으로—즉, 주 채권의 액면가 100%로(완전 인수) —그리고 채권이 주정부와 연합 정부에 의해 발행되었을 때 명시된 이자율 (및 기타 모든 조건)로 제공했다.
이러한 조치가 취해지자, 연방 정부의 주 채무 "완전 인수"는 연방 증권 발행을 통해 이루어졌으며, 새로운 연방의 주정부들에게는 혁명과 연합 기간 동안 발생한 채권 채무의 완전하고 완벽한 해소가 이루어졌다.

## 배경
1789년 새로 채택된 미국 헌법 하에 새 정부가 수립되면서, 독립 전쟁 채무 해결은 최우선 과제였다. 그 결과, 초대 미국 하원은 조지 워싱턴 대통령 행정부 시절 초대 재무장관인 알렉산더 해밀턴에게 공공 신용 지원 계획을 수립하도록 지시했다. 이에 따라 1790년 1월 9일 공공 신용에 관한 첫 번째 보고서가 발행되었고, 이는 공공 채무 자금 조달 및 상환을 위한 의회의 후속 조치의 토대가 되었다. 뒤이어 나온 1790년 자금 조달법은 주로 주정부가 보유한 국내 채무의 자금 조달에 초점을 맞추었다.

## 내용
자금 조달법은 연방 정부가 주정부의 전쟁 채무 증서를 수령하고, 그 대가로 연방 증권을 발행할 권한을 부여했다. 이는 본질적으로 "해당 국내 채무 전액에 대한 대출"을 제안했다.
대출 조건은 가입된 채무 원금의 3분의 2가 1791년 1월 1일부터 연 6%의 이자를 받고, 나머지 원금의 3분의 1은 1801년부터 같은 이율(6%)로 이자를 받으며, 이자는 "분기별로 지급"된다는 것이었다. 연체 이자로 구성된 채무는 1791년 1월 1일부터 3%의 이자를 부담해야 했다.
이 법에 따라, 의회는 총 2,150만 달러의 주 채무 인수를 승인했다. 다음과 같다:
| 주                                    | 인수 승인된 채무 금액 |
| ------------------------------------- | --------------------- |
| 뉴햄프셔                              | $300,000              |
| 매사추세츠                            | $4,000,000            |
| 로드아일랜드 및 프로비던스 플랜테이션 | $200,000              |
| 코네티컷                              | $1,600,000            |
| 뉴욕                                  | $1,200,000            |
| 뉴저지                                | $800,000              |
| 펜실베이니아                          | $2,200,000            |
| 델라웨어                              | $200,000              |
| 메릴랜드                              | $800,000              |
| 버지니아                              | $3,500,000            |
| 노스캐롤라이나                        | $2,400,000            |
| 사우스캐롤라이나                      | $4,000,000            |
| 조지아                                | $300,000              |

모든 주 할당량이 채워지지 않아 총 인수액은 1,830만 달러에 불과했다. 또한, 이 법은 1년으로 제한되었지만, 나중에 전체 채무가 법에 따라 가입되고 자금 조달될 때까지 연장되었다.
이 금액 또한 미국에 대출될 예정이었는데, 각 가입자는 가입된 금액의 9분의 4에 해당하는 증서를 받을 자격이 있었고, 이 증서는 1792년 1월 1일부터 연 6%의 이자를 부담했다. 또한 가입된 금액의 9분의 3에 해당하는 또 다른 증서는 3%의 이자를 부담하며 역시 1792년 1월 1일부터 적용되었고, 나머지 9분의 2에 해당하는 세 번째 증서는 1800년부터 6%의 이자를 부담했다.
이 법은 또한 연합 정부가 발행한 증권을 새로운 연방 발행으로 자금 조달하는 것을 규정했다. 주정부는 1789년 당시 미결제 상태였던 연합 정부 채무 2,750만 달러 중 약 900만 달러를 취득했다. 이 법은 90달러 상당의 원금마다 60달러 상당의 6% 주식과 30달러의 이연 주식이 발행되어 1801년 이후 이자를 부담하도록 규정했다. 연체 이자는 3% 주식으로 자금 조달되었다.
마지막으로, 자금 조달 프로그램은 1793년에 완료된 주와 연방 정부 간의 계정 정산으로 이어졌다. 이는 주들 간의 전쟁 지출 부담을 1인당 균등하게 하려는 목적이었다. 각 주는 전쟁 중 지출한 금액에 대해 크레딧을 받았고, 연방 정부로부터 받은 금액에 대해서는 차변에 기입되었다.

## 영향
주 채무 부담 해소로 주정부는 세금을 감면할 수 있게 되었고, 이는 메릴랜드, 펜실베이니아, 뉴욕, 버지니아, 매사추세츠를 포함한 많은 주에서 세금 인하로 이어졌다. 그러나 이는 연방 세금의 후속 부과와 관련되어 사실상 현상 유지를 가져왔다. 자금 조달법은 주정부에 연방 증권을 통해 상당한 수입을 남겼으며, 이 수입은 주 전체 수입의 거의 5분의 1을 차지했다. 이 수입은 주정부가 산업에 투자하고 경제 기업을 직접 육성할 수 있게 해주었다.

## 같이 보기
- 감채 기금
- 1870년 자금 조달법
- 미국 공채의 역사

## 참고 문헌
- Cohen, Bernard. Compendium of finance : containing an account of the origin, progress, and present state, of the public debts, revenue, expenditure, national banks and currencies ... and shewing the nature of the different public securities, with the manner of making investments therein : also, an historical sketch of the national debt of the British Empire, authenticated by official documents – 2d ed. 2nd ed. London, 1828. The Making of the Modern World. Gale 2011. Gale, Cengage Learning. Yale University. 28 February 2011 <http://galenet.galegroup.com/servlet/MOME?af=RN&ae=U105090144&srchtp=a&ste=14>
- Trescott, Paul. Federal–State Financial Relations 1790–1860. The Journal of Economic History, Vol. 15, No. 3 (Sep., 1955), pp. 227–245. Cambridge University Press on behalf of the Economic History Association. JSTOR 2114655.
- Garber, Peter (1991). 《Alexander Hamilton's market based debt reduction plan》 (PDF). 《Carnegie-Rochester Conference Series on Public Policy》 35 (North-Holland Publishing Company). 79–104쪽. doi:10.1016/0167-2231(91)90020-6. ISSN 0167-2231. S2CID 154324633. via Garber, Peter (January 1991). 《Alexander Hamilton's Market Based Debt Reduction Plan》. 《NBER Working Paper No. 3597》. doi:10.3386/w3597.
- Syrett, Harrold et al., eds., The Papers of Alexander Hamilton, 27 vols. (New York, i96i–i987), VI, 65–66, 86.
- Swanson, Donald and Trout, Andrew. Alexander Hamilton's Hidden Sinking Fund. The William and Mary Quarterly, Third Series, Vol. 49, No. 1 (Jan., 1992), pp. 108–116 JSTOR 2947337.
- Funding Act of 1790 Date of Publication: 1790 Early American Imprints, Series 1, no. 46047 (filmed) Title: [Bill. 1790] An act making provision for the debt of the United States. Also available at Wikisource.